# Curtisella acrogaster
Curtisella acrogaster är en stekelart som först beskrevs av August Schletterer 1890.  Curtisella acrogaster ingår i släktet Curtisella och familjen bracksteklar. Inga underarter finns listade i Catalogue of Life.